# Quangang
Quangang (chinesisch 泉港区, Pinyin Quángǎng Qū) ist ein südostchinesischer Stadtbezirk der bezirksfreien Stadt Quanzhou in der Provinz Fujian. Er hat eine Fläche von 312 km² und zählt 354.296 Einwohner (Stand: 2020).

## Administrative Gliederung
Auf Gemeindeebene setzt sich der Stadtbezirk aus einem Straßenviertel und sechs Großgemeinden zusammen. 